# Colditz Glider

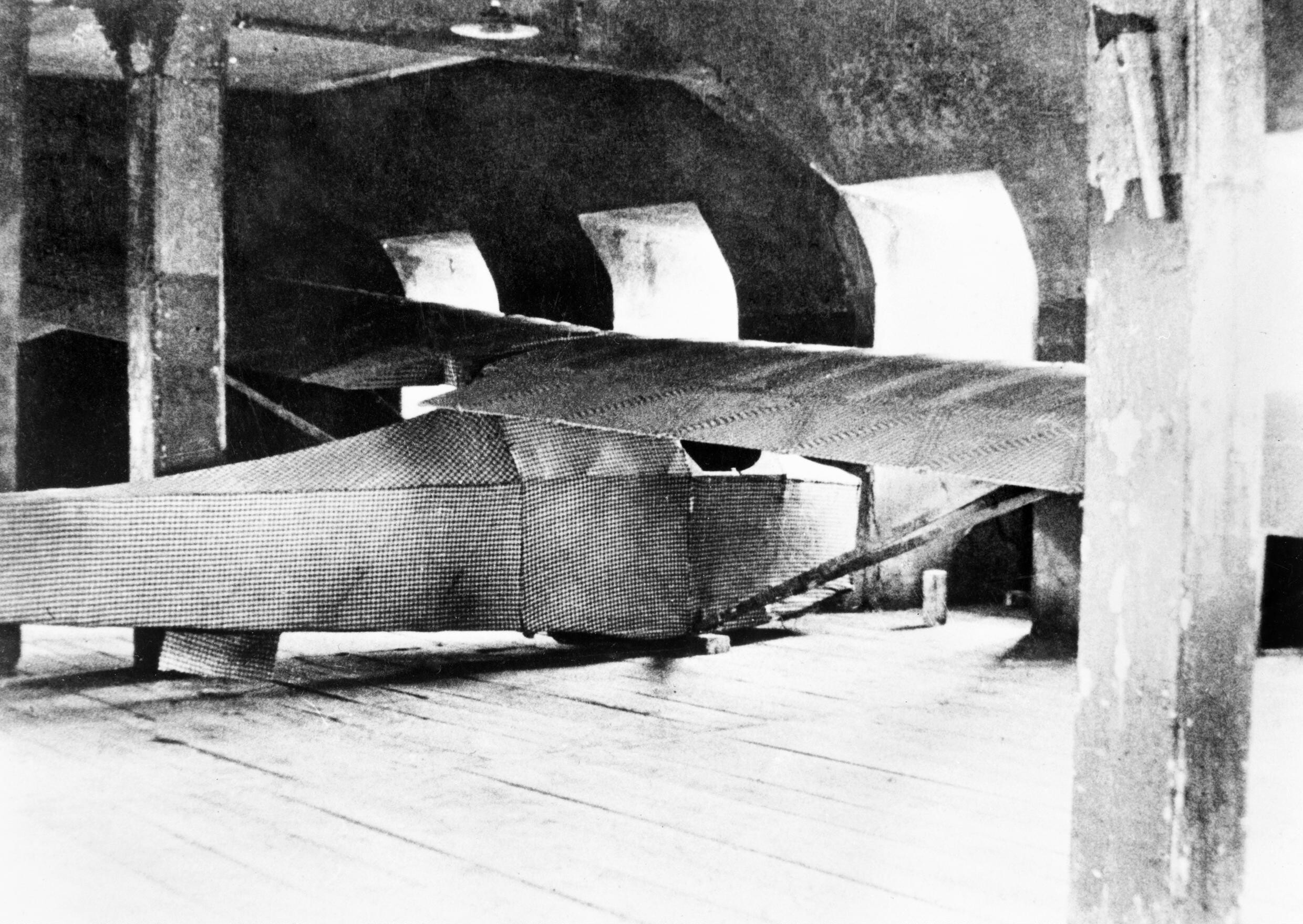
Das einzige Originalfoto, im April 1945 von einem GI aufgenommen

Der Colditz Glider, auch Colditz Cock (engl. cock ‚Hahn‘), war ein von Kriegsgefangenen konstruiertes Segelflugzeug, das 1945 zur Flucht aus dem Gefangenenlager Oflag IVc auf Schloss Colditz dienen sollte.

## Geschichte
Die Idee zu einer Flucht mit einem Segelflugzeug hatten die beiden Piloten Jack Best und Bill Goldfinch, die nach Fluchtversuchen aus anderen Kriegsgefangenenlagern in das stark bewachte Schloss Colditz gebracht worden waren. Die Anregung dazu stammte von den Neuzugängen Tony Rolt, einem bekannten britischen Automobilrennfahrer und nach dem Krieg Formel-1-Pilot, und David Walker.
Das Segelflugzeug für zwei Personen wurde von Goldfinch und Best in einem Teil des Dachbodens der Schlosskapelle gebaut, der durch eine getarnte Zwischenwand abgetrennt worden war. Da die Wachen nach Fluchttunneln suchten und keine Werkstatt unter dem Dach vermuteten, fühlten sich die Erbauer sicher. Trotzdem setzten sie Beobachter und ein elektrisches Warnsystem ein, um die Entdeckung zu verhindern.
Die Montage des Flugzeugs sollte erst unmittelbar vor dem Fluchtversuch stattfinden. Auf einer Rampe aus Tischen auf dem Dach der Schlosskapelle sollte das Flugzeug über einen Seilzug von einer an der Außenwand fallenden beladenen Metallbadewanne auf eine Fluggeschwindigkeit von 50 km/h beschleunigt werden. Die Landung war nach Überquerung der Zwickauer Mulde auf einer etwa 60 Meter tiefer gelegenen Wiese vorgesehen. Dieser Fluchtversuch sollte in Hinblick auf das sich abzeichnende Kriegsende nur in einer Notsituation, wie der Übernahme des Lagers durch die SS, unternommen werden.
Nach der Befreiung des Gefangenenlagers durch US-amerikanischen Truppen im April 1945 wurde das Flugzeug zum ersten Mal montiert, um fotografisch dokumentiert zu werden.
Eine Replik des Colditzer Segelflugzeugs wurde im Jahr 2000 für die TV-Dokumentation Escape from Colditz von Channel 4 (Großbritannien) angefertigt. Unter den Augen der Colditz-Veteranen Jack Best und Bill Goldfinch flog das Flugzeug bereits beim ersten Startversuch erfolgreich. Dieser Nachbau ist im Imperial War Museum in London ausgestellt.

## Konstruktion
Das Segelflugzeug entstand aus gestohlenen Holzstücken. Die Tragflächenholme wurden aus Dielen hergestellt, hunderte Rippen aus Lattenrosten. Für die Seilzüge der Steuerung wurden elektrische Leitungen aus unbenutzten Teilen des Schlosses verwendet.
Der walisische Gefangene Lorne Welch, der Segelflugzeugexperte war, wurde gebeten, Goldfinchs Festigkeitsberechnungen zu überprüfen.
Das Segelflugzeug war ein zweisitziger Hochdecker mit Rechtecktragfläche und nur 109 Kilogramm Leermasse. Das Leitwerk bestand aus einem ungedämpften Seitenleitwerk mit senkrechter Vorderkante und einem davor angebrachten gedämpften Höhenleitwerk mit rechteckiger Grundfläche. Die Flügelspannweite betrug 32 ft (9,75 m) und die Gesamtlänge 20 ft (6,1 m). Baumwollbettbezüge mit blauweißem Karomuster dienten als Bespannung für die Tragflächen. Gekochte Hirse aus den Gefangenenrationen wurde benutzt, um die Poren des Tuches zu versiegeln.

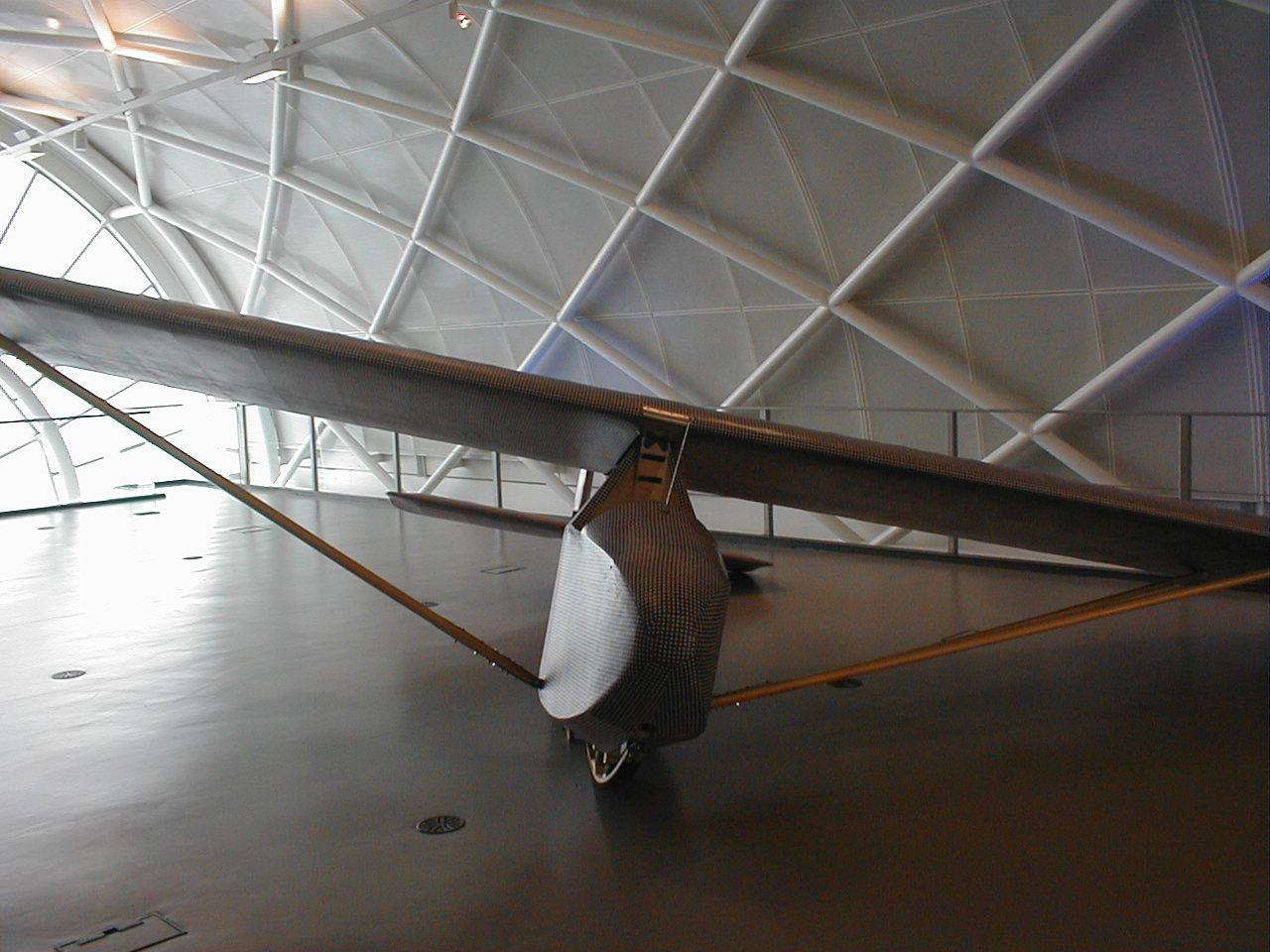
Colditz-Glider-Nachbau im Imperial War Museum London, 2006

## Medien
- Channel 4 (GB) dreiteilige TV-Dokumentation (150 Minuten) Escape from Colditz
- Ein Käfig voller Helden